# Angry Birds Space
Angry Birds Space, đưa những chú chim bay vào không gian. Trò chơi thứ 4 nằm trong series: Angry Birds. Phát hành lần đầu trên toàn thế giới vào năm 2010 trên hệ điều hành Android, iOS, Windows. Game cũng được phát hành vào cuối tháng 10 năm 2012 trên Windows Phone 8 và Mac

## Giới thiệu

### Cốt truyện
Vào một ngày đẹp trời, những chú chim đang chăm sóc cho những quả trứng của mình thì một chú chim băng từ trên trời rơi xuống với quả trứng vàng của mình. Đang nguy cấp, thì lũ lợn ngoài không gian lại cướp trứng, không chỉ quả trứng vàng của chú chim băng mà còn cướp cả những quả trứng của Angry Birds và điêu đó làm chúng rất tức giận. Những chú chim vào trong cái lỗ nhỏ đó và cảm thấy mình đang trôi bồng bềnh ở dải thiên hà. Và một cuộc chiến giữa những chú chim Angry Birds và lũ lợn bắt đầu từ đó.Sau đó Super Red đã tấn công những chú lợn độc ác. Và những chú chim Angry Birds Space đã lấy lại được quả trứng.

### Mô tả
Với gần 200 levels, cùng các bản cập nhật mới nhất sau này, bạn sẽ có cảm giác như được bay lượn trên không gian. Những chú chim có kích cỡ khác nhau sẽ tìm mọi cách để chống lại những chú lợn và lấy lại những quả trứng.

## Bonus: Samsung Galaxy Note S3: Launch Partner
Đây là levels bonus miễn phí và đặc biệt, chỉ có trên Android Samsung(v2.0) và một số khác. Levels bonus này là sự hợp tác gần đây nhất bởi Samsung và Rovio, nhằm kỷ niệm một năm sinh nhật trò chơi Angry Birds Space này.

## Phiên bản trả phí
Danh sách phiên bản trả phí
| Hệ máy        | Tên phiên bản   | Tiền                                  |
| ------------- | --------------- | ------------------------------------- |
| Android       | HD              | 63.089VND (3.99$)                     |
| iOS           | Premium         | 20.000VND                             |
| Windows Store | Premium         | 70.000VND - 84.000VND (3.49$ - 3.99$) |
| Windows All   | Activities Code | 105.289VND (4.99$)                    |
| Android       | New Premium(*)  | 21.000VND (1$)                        |

## Đồ hỗ trợ năng lượng
Đồ hỗ trợ năng lượng (Power-Ups) được dùng trong trường hợp bạn cần hoàn thành các ván một cách nhanh nhất. Angry Birds Space hỗ trợ 5 năng lượng: Flock of Birds, Mighty Eagle, Pig Duffer, Space Eggs và Wingman(nó có từ v2.1.0)
Mỗi đồ hỗ trợ năng lượng chỉ sử dụng miễn phí 3 lần.

### Daily Missions
Do Angry Birds Space sau đó không hỗ trợ giải thưởng hàng ngày, mà từ v2.1.0, người chơi Angry Birds Space sẽ tham gia nhiệm vụ hàng ngày. Hoàn thành các nhiệm vụ để nhận điểm mở khóa các levels trong episode mới: Brass Hogs. Cứ 10 điểm bạn sẽ nhận x1 bundle tất cả các đồ hỗ trợ năng lượng. Khi đạt 38 điểm bạn có thể trải nghiệm tất cả levels trong Brass Hogs (Tương dương với 38 Levels).

## Sự hợp tác thông tin truyền thông
Angry Birds Space, những con tàu và thiết kế trong trò chơi được áp dụng từ NASA.

## WIKIPEDIA ANGRY BIRDS
Angry Birds Angry Birds Seasons Angry Birds Rio Angry Birds Space Angry Birds Star Wars Angry Birds Star Wars II Bad Piggies Angry Birds Go Angry Birds Epic